# Claudiu Bumba
Claudiu Vasile Bumba (Baia Mare, 5 gennaio 1994) è un calciatore rumeno, centrocampista del Győri ETO.

## Caratteristiche tecniche
Rapido esterno d'attacco, Bumba viene schierato solitamente sulla fascia sinistra, pur essendo un destro.

## Carriera

### Club

#### Gli inizi in Romania
Bumba esordì nella Liga I in data 22 luglio 2011, quando fu schierato titolare nella sconfitta per 1-0 contro la Dinamo Bucarest. Il 15 ottobre successivo, realizzò la prima rete nella massima divisione rumena: fu autore di un gol nel pareggio per 1-1 contro lo Sportul Studențesc. A fine stagione, la squadra non riuscì a raggiungere la salvezza e retrocesse nella Liga II.

#### Parentesi alla Roma
Nell'agosto 2012, si trasferisce alla Roma in prestito. È aggregato alla formazione Primavera, debutta nel campionato 2012-2013 il 25 agosto: è stato titolare nella sconfitta per 3-0 contro il Napoli. A fine anno, torna al Târgu Mureș.

### Nazionale
Esordì nella Nazionale rumena in data 27 gennaio 2012: Bumba subentrò infatti a Cristian Tănase nel successo per 0-4 sul Turkmenistan.

## Palmarès

### Club

#### Competizioni giovanili
- Supercoppa Primavera: 1

Roma: 2012

#### Competizioni nazionali
- Coppa di lega rumena: 1

Dinamo Bucarest: 2016-2017